# Tatsuya Sakai
Tatsuya Sakai (jap. 坂井 達弥, Sakai Tatsuya; * 19. November 1990 in der Präfektur Fukuoka) ist ein japanischer Fußballspieler.

## Karriere

### Verein
Das Fußballspielen erlernte Tatsuya Sakai in der Jugendmannschaft von Avispa Fukuoka sowie in der Highschoolmannschaft der Higashi Fukuoka High School und der Mannschaft vom National Institute of Fitness and Sports in Kanoya. Hier unterschrieb er auch seinen ersten Vertrag. Von März 2012 bis Januar 2013 wurde er an Sagan Tosu ausgeliehen. Der Verein aus Tosu spielte in der höchsten japanischen Liga, der J1 League. Im Februar 2013 wurde er von dem Erstligisten fest verpflichtet. Anfang 2015 bis Mitte 2015 wurde er an den Ligakonkurrenten Matsumoto Yamaga nach Matsumoto ausgeliehen. Von Juni 2016 bis September 2016 spielte er ebenfalls auf Leihbasis bei V-Varen Nagasaki. Der Verein aus Nagasaki spielte in der zweiten Liga, der J2 League. Der ebenfalls in der zweiten Liga spielende Ōita Trinita aus Ōita lieh ihn 2017 für ein Jahr aus. Nach Vertragsende in Tosu wechselte er im Februar 2018 zum Zweitligisten Montedio Yamagata nach Yamagata. 2020 verließ er Japan und ging nach Thailand. Hier nahm ihn der Erstligist Samut Prakan City FC unter Vertrag. Der Verein aus Samut Prakan spielt in der ersten Liga, der Thai League. Ende Dezember 2020 wurde er an den in der zweiten Liga, der Thai League 2, spielenden Navy FC ausgeliehen. Für die Navy absolvierte er 14 Zweitligaspiele. Nach der Ausleihe wurde Sakai im Mai 2021 fest von der Navy unter Vertrag genommen.  Am Ende der Saison 2021/22 musste er mit der Navy als Tabellenletzter in die dritte Liga absteigen. Nach dem Abstieg wurde sein Vertrag im Sommer 2022 aufgelöst.

### Nationalmannschaft
Sein einziges Länderspiel absolvierte er für die japanische Fußballnationalmannschaft im Jahr 2014. Hier kam er in einem Freundschaftsspiel gegen Uruguay am 5. September 2014 im Sapporo Dome in Sapporo zum Einsatz.